# Nowa Wieś (Poręba)
Nowa Wieś (dawn. alt. Poręba Mrzygłodzka I) – historyczna część miasta Poręba w Polsce, w województwie śląskim, w powiecie zawierciańskim. Do 1956 samodzielna miejscowość, posiadająca w latach 1933–54 odrębną administrację gromadzką jako Poręba Mrzygłodzka I.
Nowa Wieś stanowi północną odnogę głównego ciągu komunikacyjnego Poręby wzdłuż ulicy Wolności (historycznej drogi Nowej Wsi) i jej późniejszej przecznicy – ul. Przyszłości. Zajmuje obszar na północnym brzegu Czarnej Przemszy.

## Historia
Nowa Wieś to dawna wieś, od 1867 w gminie Poręba Mrzygłodzka. W latach 1867–1926 należała do powiatu będzińskiego, a od 1927 do zawierciańskiego. W II RP przynależała do woj. kieleckiego. 31 października 1933 gminę Poręba Mrzygłodzka podzielono na dziewięć gromad; wieś Nowa Wieś wraz folwarkiem Poręba, kolonią fabryczną Poręba, leśniczówką Turkowa Góra i domami fabrycznymi przy szosie wojewódzkiej Ogrodzieniec–Siewierz o łącznej przestrzeni (1010,85 ha) utworzyły gromadę o nazwie Poręba Mrzygłodzka I w gminie Poręba Mrzygłodzka.
Podczas II wojny światowej włączona do III Rzeszy. Po wojnie gmina Poręba przez bardzo krótki czas zachowała przynależność administracyjną, lecz już 18 sierpnia 1945 roku została wraz z całym powiatem zawierciańskim przyłączona do woj. śląskiego.
W związku z reformą znoszącą gminy jesienią 1954 roku, dotychczasowe gromady Poręba Mrzygłodzka I (z Nową Wsią), Dziechciarze, Krzemienda i Krawce ustanowiły nową gromadę Poręba I.
1 stycznia 1957 gromadę Poręba I zniesiono w związku z nadaniem jej statusu osiedla, przez co Nowa Wieś utraciła swoją samodzielność, stając się obszarem osiedlowym. Rok później (1 stycznia 1958) – po przyłączeniu do osiedla obszaru zniesionej gromady Poręba II – nazwę jego zmieniono na Poręba.
1 stycznia 1973 osiedle Poręba otrzymało status miasta, w związku z czym Nowa Wieś stała się obszarem miejskim. 27 maja 1975 całą Porębę włączono do Zawiercia. 1 października 1982 Poręba odzyskała samodzielność, a Nowa Wieś stała się ponownie jej częścią.